# Nilo Murtinho Braga
Nilo Murtinho Braga (ur. 3 kwietnia 1903 w Rio de Janeiro, zm. 7 lutego 1975 w Rio de Janeiro) – brazylijski piłkarz grający na pozycji napastnika.

## Kariera klubowa
Karierę zaczął w klubie América Natal w 1918 roku. W roku 1919 przeszedł do Botafogo FR, w którym grał do 1921 roku. Następne 2 lata jego kariery spędził w Sport Club Brasil, po czym przeszedł do Fluminense FC. W Fluminense grał w latach 1924–1926. W 1924 wywalczył z Fluminense mistrzostwo stanu Rio de Janeiro – Campeonato Carioca, a sam wywalczył tytuł króla strzelców. W 1927 wrócił do Botafogo, gdzie grał do końca kariery, którą zakończył w 1937. Z Botafogo zdobył pięciokrotnie mistrzostwo stanu Rio de Janeiro w: 1930, 1932, 1933, 1934, 1935. Do tych tytułów dołożył tytuły króla strzelców mistrzostw stanu Rio de Janeiro w 1927 i 1933.

## Kariera reprezentacyjna
11 listopada 1923 podczas Copa América 1923 w meczu z Paragwajem Nilo zadebiutował w reprezentacji Brazylii. Tydzień później w meczu z Argentyną zdobył swoją pierwszą bramkę dla reprezentacji Brazylii. W całym turnieju Nilo zdobył w 4 meczach 3 bramki, co dało tytuł wicekróla strzelców, lecz Brazylii nie pomogło uniknąć zajęcia czwartego(ostatniego) miejsca w turnieju.
2 lata później wystąpił ponownie w Copa America i strzelał bramki w każdym z 4 meczów Brazylii i wraz z rodakiem Lagrato zdobył ponownie tytuł wicekróla strzelców turnieju, a Brazylii pomogło zająć drugie miejsce w turnieju (na 3 startujące reprezentacje).
Ostatnią imprezą na którą pojechał z reprezentacją Brazylii były Mistrzostwa Świata w 1930 w Urugwaju, gdzie wystąpił w pierwszym, przegranym meczu z reprezentacją Jugosławii.
Ostatni mecz w reprezentacji Nilo rozegrał 6 września 1931 w meczu z Argentyną wygranym 2–0 przez Brazylię, po jego 2 bramkach. Stawką meczu był Puchar Rio Branco 1931. W reprezentacji Brazylii zagrał łącznie w 14 meczach, strzelając 10 bramek (19 meczów i 16 bramek jeśli doliczymy z drużynami klubowymi).